# Asarum longerhizomatosum
Asarum longerhizomatosum — вид квіткових рослин родини хвилівникові (Aristolochiaceae).

## Поширення
Вид поширений на півдні Китаю. Типовий зразок зібраний в Гуансі-Чжуанському автономному районі.